# 숲부드러운털쥐
숲부드러운털쥐 또는 서아프리카부드러운털쥐(Praomys rostratus)는 쥐과에 속하는 설치류의 일종이다. 코트디부아르와 가나, 기니, 라이베리아에서 발견된다. 자연 서식지는 아열대 또는 열대 기후 지역의 습윤 저지대 숲과 습윤 저산대 숲이다.